# Глибоке (присілок, Грязовецький район)
Глибо́ке (рос. Глубокое) — присілок у складі Грязовецького району Вологодської області, Росія. Входить до складу Сидоровського сільського поселення.

## Населення
Населення — 5 осіб (2010; 6 у 2002).
Національний склад (станом на 2002 рік):
- росіяни — 83 %